# Łowcy niewolników
Łowcy niewolników (Hangul: 추노, Hancha: 推奴, MOCT: Chuno) – koreański serial historyczny nadawany na KBS2 w Korei Południowej. Jest to pierwszy koreański serial emitowany w polskiej telewizji. Jest również jednym z droższych projektów koreańskiej telewizji KBS w 2009 roku, produkcja kosztowała około 16 milionów dolarów.

## Fabuła
Lee Dae-gil (Jang Hyuk) jest człowiekiem wysoko urodzonym, którego rodzina została zamordowana przez niewolnika o imieniu Won Ki-yoon (Jo Jae-wan). Dae-gil postanowił zostać Łowcą niewolników, aby odnaleźć i zemścić się na mordercy oraz odzyskać swoją ukochaną, Un Nyun (Lee Da-hae), która jest siostrą Won Ki-yoona.

## Obsada

### Główna
- Jang Hyuk jako Lee Dae-gil
- Oh Ji-ho jako Song Tae-ha
- Lee Da-hae jako Un Nyun/Kim Hye-won
- Lee Jong-hyuk jako Hwang Chul-woong

### W pozostałych rolach
- Gong Hyung-jin jako Eop Bok
- Han Jung-soo jako generał Choi
- Kim Ji-suk jako Wang Son
- Danny Ahn jako Baek Ho
- Kim Ha-eun jako Sul Hwa
- Yoon Ji-min jako Yunji
- Kim Kap-soo jako King Injo
- Kang Sung-min jako książę Sohyeon
- Lee In jako książę Bongnim
- Kim Jin-woo jako Yi Seok-gyeon
- Kim Eung-su jako Yi Gyeong-sik
- Sung Dong-il jako Chun Ji Ho
- Lee Han-wi jako Oh Pogyo
- Lee Dae-ro jako Im Yeong-ho
- Jo Jin-woong jako Kwak Han-seom
- Jo Sung-il jako Yi Gwang-jae
- Joo Da-young jako Eun Sil
- Jo Jae-wan jako Kim Seong Hwan
- Kim Ha-yoon jako księżniczka Gang
- Yoon Dong-hwan jako Long Guda
- Ahn Gil-kang jako Jjak-gwi